# Just Your Fool
«Just Your Fool» o «I'm Just Your Fool» (como fue titulada por primera vez) —en español: «Sólo tu tonto»— es una canción rhythm and blues escrita y grabada por Buddy Johnson & His Orchestra en 1953. Llamado un "Himno R&B". Se convirtió en un éxito en Billboard R&B, alcanzando el número 6 en 1954.

## Versión de Little Walter
Little Walter grabó una adaptación de Chicago blues de la canción usando el título «Just Your Fool». Se grabó en diciembre de 1960 en Chicago, con Walter (voz y armónica) y el respaldo de Otis Spann (piano), Fred Robinson y Luther Tucker (guitarras), Willie Dixon y/o Jimmie Lee Robinson (bajo) y Fred Below O George Hunter (batería).
«Just Your Fool» no fue lanzado hasta 1962 por Checker Records (número de catálogo 1013). Aunque usó letras y un arreglo de ocho barras de blues similar a Buddy Johnson, la canción es acreditada a Little Walter, también conocido como Walter Jacobs. La canción fue lanzada como sencillo ese año, pero no gráfico, muy probablemente debido al descenso de la salud de Walter.

## Versión de Cyndi Lauper
En 2009 Cyndi Lauper anunció que estaba trabajando en un álbum de blues. Finalmente en 2010 publicó Memphis Blues, y "Just Your Fool" fue elegido como primer sencillo. El sencillo pudo ideárselas en las listas de Blues, quedando en el puesto número 2 en el Billboard Digital Blues Songs; debido a que Crossroads del mismo álbum quedó en el puesto número 1. Algunas críticas fueron buenas; otras dijeron que la voz era delgada, chillona, sin autoridad en la lírica
Contó con la colaboración Charlie Musselwhite. Lauper interpretó la canción con Charlie Musselwhite en Celebrity Apprentice. Cyndi se presentó en varios programas de televisión interpretando la canción, entre ellas The Apprentice y Later.... with Jools Holland.

### Posicionamiento en las listas
| Listas (2010)                                  | Mejor posición |
| ---------------------------------------------- | -------------- |
| Estados Unidos (Billboard Digital Blues Songs) | 1              |
| Canadá (Cashbox)                               | 1              |
| Nueva Zelanda Blues Songs                      | 10             |
| Japón Blues Songs                              | 1              |
| Irlanda Singles Chart                          | 66             |

## Versión de The Rolling Stones
The Rolling Stones realizaron un cover de esta canción para su álbum Blue & Lonesome. Las grabaciones tuvieron lugar en los estudios British Grove de Londres y en los estudios The Parlour Recording de Nueva Orleans y en los Henson Recording de Los Ángeles. Fue lanzado como el primer sencillo el 6 de octubre del 2016.

### Personal
Acreditados:
- Mick Jagger: voz, armónica
- Keith Richards: guitarra eléctrica
- Ron Wood: guitarra eléctrica
- Charlie Watts: Batería
- Darryl Jones: Bajo
- Chuck Leavell: Piano
- Matt Clifford: Piano Wurlitzer

### Posicionamiento en las listas
| Listas (2016)                                         | Mejor posición |
| ----------------------------------------------------- | -------------- |
| Bélgica (Flandes) (Ultratip Bubbling Under)           | 31             |
| Bélgica (Valonia) (Ultratip Bubbling Under)           | 43             |
| Estados Unidos US Adult Alternative Songs (Billboard) | 27             |
| Estados Unidos US Digital Blues Songs (Billboard)     | 1              |
| Estados Unidos US Hot Rock Songs (Billboard)          | 49             |
| Francia (SNEP)                                        | 39             |
| México Ingles Airplay (Billboard)                     | 28             |
| Escocia (Scottish Singles Sales Chart)                | 80             |
| Suiza (Schweizer Hitparade)                           | 81             |